# 金子修一 (官僚)
金子 修一 (かねこ しゅういち)は、日本の官僚。原子力規制庁長官。

## 人物
神奈川県横浜市出身。神奈川県立光陵高等学校、東京工業大学（現東京科学大学）工学部無機材料工学科を経て、1990年同大学大学院理工学研究科修了。セラミックス工学専攻。同年に通商産業省入省後、アメリカ合衆国に留学し、地域計画学修士を取得。
経済産業省製造産業局宇宙産業室長を経て、2011年原子力安全・保安院原子力防災課長兼内閣官房内閣参事官（内閣官房副長官補付）、内閣官房原子力安全規制組織等改革準備室参事官。
2012年原子力安全・保安院原子力防災課長兼内閣官房内閣参事官（内閣官房副長官補付）、内閣官房原子力安全規制組織等改革準備室参事官、内閣官房原子力防災会議事務局参事官、同年原子力規制庁原子力防災課長、内閣府原子力災害対策担当室参事官兼内閣府参事官（原子力防災担当）（政策統括官（防災担当）付）。同年原子力安全基盤機構に委託した原子力事故時の放射性物質の拡散予測の結果について誤りがあるか確認するよう指示せず、17の日本の原子力発電所のデータに間違いがあったことから、森本英香次長らと厳重注意処分を受けた。
2014年長官官房参事官、2016年制度改正審議室統括調整官、2019年長官官房審議官、2021年緊急事態対策監、2022年次長兼原子力安全人材育成センター所長、2025年長官。